# Conocybe siliginea
Conocybe siliginea är en svampart som först beskrevs av Elias Fries, och fick sitt nu gällande namn av Robert Kühner 1935. Conocybe siliginea ingår i släktet Conocybe och familjen Bolbitiaceae.  Arten är reproducerande i Sverige. Inga underarter finns listade i Catalogue of Life.